# Magdalena Sibil·la de Brandenburg-Bayreuth
Magdalena Sibil·la de Brandenburg-Bayreuth -Magdalena Sibylle von Brandenburg-Bayreuth (alemany)- (Bayreuth, 1 de novembre de 1612 - Dresden, 20 de març de 1687) Era filla de Cristià de Brandenburg-Bayreuth (1581-1655) i de Maria de Hohenzollern (1579-1649). Era, doncs, membre de la dinastia dels Hohenzollern.
Magdalena Sibil·la mantenia bones relacions amb la monarquia sueca, ja que era cosina de la reina consort Maria Elionor de Brandeburg. Cosa que va servir per evitar alguns dels habituals enfrontaments de l'exèrcit suec amb els estats alemanys, concretament va evitar l'assalt a la ciutat de Pirna el 1639.

## Matrimoni i fills
El 13 de novembre de 1638 es va casar a Dresden amb el duc Joan Jordi II de Saxònia (1613-1680), fill de l'elector de Saxònia Joan Jordi I (1585-1656) i de la seva segona dona la princesa Magdalena Sibil·la de Prússia (1586-1659). El matrimoni va tenir tres fills: 
- Sibil·la Maria (1642-1643)
- Erdmunda Sofia (1644-1670), casada amb Cristià Ernest de Brandeburg-Bayreuth.
- Joan Jordi (1647-1691), casat amb la princesa Anna Sofia de Dinamarca (1647-1717).